# Amiota deltoidea
Amiota deltoidea este o specie de muște din genul Amiota, familia Drosophilidae, descrisă de Zhang și Chen în anul 2006. Conform Catalogue of Life specia Amiota deltoidea nu are subspecii cunoscute.